# 豊並村
豊並村（とよなみそん）は、岡山県勝田郡にあった村。
現在の勝田郡奈義町小坂、行方、高円、関本、西原、馬桑、皆木に当たる。

## 沿革
- 1889年6月1日 - 町村制施行に伴い、勝北郡小坂村、行方村、高円村、関本村、西原村、馬桑村、皆木村が合併し、豊並村となる。大字行方に役場を置く。
- 1900年4月1日 - 勝北郡が勝南郡と合併し、勝田郡となる。
- 1955年2月1日 - 勝田郡北吉野村、豊田村と合併し、奈義町となる。

## 地名の読み方
- 小坂（おさか）
- 行方（ぎょうほう）
- 高円（こうえん）
- 関本（せきもと）
- 西原（にしばら）
- 馬桑（まぐわ）
- 皆木（みなぎ）

## 現在の様子

### 郵便番号
- 708-1301 勝田郡奈義町馬桑
- 708-1302 勝田郡奈義町小坂
- 708-1303 勝田郡奈義町皆木
- 708-1304 勝田郡奈義町関本
- 708-1305 勝田郡奈義町行方
- 708-1306 勝田郡奈義町西原
- 708-1307 勝田郡奈義町高円

### 教育

#### 幼稚園
- 奈義町立中央東幼稚園

### 交通

#### 鉄道
旧村内を走る鉄道及びその駅なし

#### 道路

##### 高速道路
旧村内を走る高速道路なし

##### 国道
- 国道53号

##### 県道
- 主要地方道

旧村内を走る主要地方道なし
- 一般県道
  - 岡山県道356号行方勝田線

### 河川・山岳

#### 河川
- 淀川
- 馬桑川

#### 山岳
- 八巻山
- 馬天嶺
- 大別当山
- 鎌倉山

### 名所・旧跡・観光スポット・祭事・催事

#### 旧跡
- 鎌倉山城跡
- 大別当城跡

### 寺院・神社

#### 寺院
- 菩提寺

#### 神社
- 杉神社
- 三穂神社
- 馬桑荒神社
- 八幡神社